# Zec de Forestville
La zec de Forestville est une zone d'exploitation contrôlée (zec) située dans le territoire non organisé du Lac-au-Brochet, dans la MRC de La Haute-Côte-Nord, au Québec, au Canada. Le territoire a été désigné zone d'exploitation contrôlée en 1978.
La zec de Forestville est gérée par l'Association de chasse et pêche de Forestville, qui est un organisme à but non lucratif. Sa mission première est de voir à la gestion de la faune de façon équitable et au développement des activités de chasse, de pêche, de camping et de plein air.

## Géographie
La zec de Forestville a une superficie de 1328 km² et compte 935 lacs sur son territoire.
La zec de Forestville est située entre les rivières Betsiamites (au Nord-Est) et la rivière des Cèdres (au sud-ouest), lesquelles descendent du nord au sud, pour se déverser dans le fleuve Saint-Laurent. Plus précisément, la zec est délimitée:
- à l'ouest par le ruisseau Marcoux (plus ou moins), et par les lacs Vidal, Baloney, Langlois, Flic, Sally, Lapointe, Sylvie, aux Trois Caribous, Marlène, de la Brume, Turcot, Cyclone et Étoile;
- au sud, par les lacs Bruno, des îles, Harper, Marac, Clinto et de l'Oie;
- à l'est, par les limites du territoire non organisé du Lac-au-Brochet, soit les limites des municipalités voisines de Portneuf-sur-Mer, Forestville et Colombier; les lacs le long de cette limite sont: Seeley, Murray, Dudley, Ruthman, Néris, Sagona, Hall, Sylvio, Bilodeau, Lafrance, Gonzague, MacDonald;
- a nord, par le réservoir Pipmuacan (traversé par la rivière Betsiamites) (au nord-est), et les lacs Marcel, du Bouledogue, Caron, Guy et Juanita.

Les principales rivières de la zec sont : Adam (provenant du lac Adam), du Sault-aux-Cochons (provenant du lac du Sault-aux-Cochons), Laval (provenant du lac Laval), Isidore (provenant du lac Isidore, situé au Nord) et Volant. Le ruisseau aux Bouleaux (provenant du lac aux Bouleaux) est le principal ruisseau de la zec.
Zec de la Rivière-Laval
La zec de Forestville administre le parcours de la rivière Laval, qui constitue l'émissaire du lac Laval. Ce dernier est long de 6 km et est situé dans la zec de Forestville. Dans son parcours vers le sud, les eaux de la rivière Laval coulent sur environ 14 km dans la zec de Forestville; puis, la rivière parcourt un autre 12 km (hors de la zec de Forestville) avant de traverser le lac à Jacques. Puis la rivière parcourt 14 km avant de se déverser dans la Baie Laval, située au nord-est du village de Forestville.

## Histoire
L'Association de chasse et pêche de Forestville (ACPF) a été constituée le 16 octobre 1968. Conformément aux règles, ces 142 membres étaient tous des citoyens de Forestville. En 1978, à la suite de l'annulation des baux des clubs privés sur les terres publiques, le territoire de la réserve couvre 1308 km². L'ACPF est alors mandaté d'administrer ce territoire, lequel sera dorénavant désigné zone d'exploitation contrôlée de Forestville. Le nombre de membres de l'ACPF s'accroit alors de 750 (en 1977) à 2035 (en 1978).
Au printemps 1980, l'ACPF est mandaté par le Ministère pour administrer la rivière Laval qui acquiert alors le statut de zec à Saumon. Considérant cette nouvelle mission de protection de la faune aquatique, cette administration constitua un défi.
Règle générale, au cours des dernières années, le nombre de membres de la zec de Forestville, toujours gérée par l'Association de chasse et pêche de Forestville, s'élève à 800 membres.

## Chasse et pêche
La zec de Forestville fait partie de la zone de pêche no. 18. La pêche récréative est contingentée pour les principales espèces suivantes : brochet, omble de fontaine, perchaude et touladi. 
Règle générale, la pêche blanche (sur la glace) se pratique en hiver, du 1e décembre jusqu'au 15 avril. Hormis les plans d'eau fermés, il est possible de pratiquer la pêche blanche sur tous les lacs du territoire. Note: les utilisateurs doivent s'enquérir auprès de la zec des lacs fermés pour la pêche blanche.
La zec est située dans la zone de chasse no. 18 et permet la chasse au gros gibier, au petit gibier et à la sauvagine. Sur le territoire de la zec, la chasse est contingentée selon les périodes de l'année, le type d'engin de chasse, le sexe des bêtes (orignaux) pour les espèces suivantes : orignal, ours noir, gélinotte, tétras, lièvre et bécasse. Par ailleurs, la chasse au petit gibier (Lagopède) se pratique en hiver jusqu’au 30 avril 2014 et le colletage jusqu’au 31 mars.
En saison estivale, les utilisateurs de la zec viennent cueillir de petits fruits sauvages tels que les framboises, les airelles, les bleuets et les cerises à grappes.
Le canot-camping est régulièrement pratiqué sur la rivière Sault-aux-Cochons. Le canotage se situe à un niveau facile car la rivière comporte généralement des eaux parfois calmes, parfois vives. L'on compte des rapides de classe I et quelques rapides de classe II. Néanmoins, un segment de la rivière, long de 2900 mètres, s'avère infranchissable, dû à la présence d'une chute. Les usagers peuvent se procurer un guide détaillé de la rivière au poste d'accueil.
En descendant la rivière, les canotiers peuvent admirer des "marmites" qui sont des phénomènes naturels en forme de dépressions cylindriques. Ils se sont formés dans les cours d'eau actifs par des cailloux entraînés dans un mouvement de rotation, érodant progressivement la roche.
Les observateurs de la faune terrestre et aquatique aiment fréquenter cette zec. Lors de randonnées sur les chemins d'accès du territoire, les utilisateurs peuvent apercevoir diverses espèces sauvages notamment: castor canadien, porc-épic, lynx, ours noir, orignal et petits gibiers.
La zec offre aussi l'hébergement en chalets (en location) et l'usage d'emplacements de camping en plus des activités de plein air.
Ce territoire de chasse et de pêche est accessible par la ville de Forestville. Le poste d'accueil de la zec est situé au 41, route 138 Est, Forestville. Téléphone: 418-587-4000.
Observation de la faune sauvage